# Paradise Now (film)
Paradise Now is een dramafilm uit 2005 onder regie van de Nederlands-Palestijnse Hany Abu-Assad, over twee Palestijnse jongens die zich op een zelfmoordaanslag in Israël voorbereiden. De film werd genomineerd voor de Oscar voor beste niet-Engelstalige film. Daarnaast werden er meer dan tien andere prijzen daadwerkelijk aan Paradise Now toegekend, waaronder zowel de Golden Globe, de Independent Spirit Award als de National Board of Review Award voor beste niet-Engelstalige film, een European Film Award voor het script, twee Gouden Kalveren en verschillende prijzen van het Filmfestival van Berlijn 2005.

## Verhaal
De Palestijnse vrienden Said (Kais Nashif) en Khaled (Ali Suliman) werken samen bij een bouwvallige autogarage in Nablus. Beiden zijn erg onder de indruk van de mooie Frans-Marokkaanse Suha Azzam (Lubna Azabal), die regelmatig haar auto komt brengen en ophalen. Met name Said is erg gecharmeerd van haar en zij vindt hem ook aardig. Hij besluit haar niettemin uit zijn hoofd te zetten wanneer Jamal (Amer Hlehel) hem komt spreken. Hij is de rechterhand van Abu-Karem (Ashraf Barhom), het brein achter een netwerk dat door middel van zelfmoordaanslagen strijd voert tegen Israël. Er staat een nieuwe aanval op de planning ter vergelding van enkele eerder omgekomen Palestijnen. Said en Khaled zijn de uitverkorenen om zichzelf hierin met bomvesten om op te blazen te midden van zo veel mogelijk Israëlische politieagenten en soldaten in Tel Aviv. Zij hebben zich hier eerder beschikbaar voor gesteld.
Naarmate het snel dichterbij komende moment van de aanslag nadert, vraagt Said zich af of dit wel de manier is. Khaled daarentegen is overtuigd van de juistheid van zijn missie. Hij gaat liever dood dan dat hij accepteert minderwaardig te zijn, zoals Israël de Palestijnen naar zijn gevoel behandelt. Hij ziet het martelaarschap als zijn enige andere mogelijkheid. Naar zijn overtuiging zal God in de hemel wel de kwaden van de rechtschapenen scheiden.
Said kan de nacht voor de geplande aanslag niet slapen en besluit om 4.00 uur 's nachts Suha's autosleutels bij haar te bezorgen. Hij maakt alleen zoveel geluid wanneer hij deze onder haar deur door probeert te schuiven, dat zij hem opmerkt. Ze nodigt hem binnen uit om wat te praten en te drinken. Hoewel Suha een dochter is van de omgekomen Abu Azzam, gelooft zij zelf helemaal niet in een gewapende strijd tegen Israël. Zij wil een diplomatiek en vreedzaam verzet, in plaats van een keten van geweld. Wanneer Said weggaat, begroet hij haar met 'tot ziens' hoewel hij weet dat hij over een paar uur zichzelf op wil blazen. Zijn verwarring is verder gegroeid.
Said en Khaled nemen allebei op een door Jamal georganiseerde gelegenheid een video op met hun laatste heilige boodschap aan de wereld. Daarna krijgen ze allebei een bomvest aan en worden ze naar een hek gereden waar ze doorheen moeten om Israël binnen te gaan. Tijdens de reis wordt hen constant bevestigd dat ze helden zijn en dat de engelen hen over enige ogenblikken zullen ophalen, zodat God ze kan belonen. Wanneer Said en Khaled het hek door gaan, lijkt hun missie niettemin verraden. Vrijwel direct klinken er geweerschoten en de twee raken gescheiden. Terwijl Khaled rechtsomkeert maakt naar waar hij vandaan kwam, gaat Said een andere kant op en raakt vermist en onbereikbaar voor zijn opdrachtgevers. Die vrezen dat Said hen kan verraden als hij wordt opgepakt en willen ervandoor. Khaled haalt hen over eerst een dag te wachten totdat hij naar zijn vriend heeft gezocht.
Khaleds zoektocht leidt hem naar Suha. Die vermoedde al dat er iets ergs stond te gebeuren omdat Said zich die nacht opmerkelijk gedroeg. Diens verwarring is daarna alleen maar erger en erger geworden. Samen gaan ze op zoek naar Said om hem ervan te weerhouden zichzelf op te blazen. Deze wordt bij het graf van zijn vader gevonden en naar de organisatie gebracht. Daar wordt hij getest of hij nog door wil. Dit blijkt zo te zijn en de operatie gaat door.
De vrienden worden afgezet bij Tel Aviv in de buurt, maar kort daarna bedenkt Khaled zich en haalt hij Said over om vervolgens samen terug te krabbelen. Eenmaal bij de auto aangekomen blijkt Said Khaled echter misleid te hebben en gaat hij alleen door met de operatie. Het verhaal eindigt met Said in een bus met mensen en het scherm wordt plots wit, symbool voor de bom die tot ontploffing is gebracht.

## Rolverdeling
- Kais Nashef — Said
- Ali Suliman — Khaled
- Lubna Azabal — Suha Azzam
- Amer Hlehel — Jamal
- Hiam Abbass — Saids moeder
- Ashraf Barhom - Abu-Karem

## Onderscheidingen en nominaties

### Oscar-nominatie
- Op 31 januari 2006 werd de film genomineerd voor een Academy Award ('Oscar') in de categorie "Beste niet-Engelstalige film". De prijs ging uiteindelijk naar de Zuid-Afrikaanse film Tsotsi.

### Golden Globe
- Paradise Now won de Golden Globe Award als Beste niet-Engelstalige film. Dit was de eerste keer dat een Palestijnse film een nominatie hiervoor kreeg.

### Andere onderscheidingen
- 2005 - Filmfestival van Berlijn:
  - Amnesty International Film Prize
  - AGICOA 2005 Blue Angel Award
  - Lezersjury van de "Berliner Morgenpost"
- 2005 - Europese filmprijzen:
  - Beste script
- 2005 - Independent Spirit Awards:
  - Beste niet-Engelstalige film
- 2005 - 76e National Board of Review Awards (VS):
  - Best Foreign Language Film
- 2005 - Gouden Kalveren (Nederland):
  - Beste Lange Speelfilm
  - Beste Montage
- 2005 - Durban International Film Festival (Zuid-Afrika)
  - Beste Regie